# Kubok Rossii 1998-1999
La Coppa di Russia 1998-1999 (in russo Кубок России?, Kubok Rossii) è stata la 7ª edizione del principale torneo a eliminazione diretta del calcio russo. Il torneo è iniziato l'8 maggio 1998 ed è terminato il 26 maggio 1999, con la finale giocata allo Stadio Lužniki di Mosca. Lo Zenit San Pietroburgo ha vinto la coppa, la prima della sua storia, battendo in finale la Dinamo Mosca.

## Formula
La Coppa si dipanava su 9 turni, tutti disputati in gara unica: in caso di parità al termine dei novanta minuti venivano disputati i tempi supplementari; in caso di ulteriore parità venivano effettuati i tiri di rigore.
Il primo turno era riservato alle squadre del girone sud di Vtoroj divizion 1998 e ai club provenienti dalle leghe dilettantistiche. Dal secondo turno entrarono in scena tutte le altre squadre dei vari gironi della Vtoroj divizion 1998 e le 22 formazioni militanti nella Pervyj divizion 1998.
Le sedici squadre della Vysšaja Divizion 1998, invece, entrarono in gioco nel quinto turno (i sedicesimi di finale), giocando tutte fuori casa.

## Primo turno
Le partite furono disputate l'8 maggio 1998.
A questo turno parteciparono 17 delle 21 squadre del girone sud di Vtoroj divizion 1998, unitamente a tre club provenienti dalle leghe dilettantistiche.
| Squadra 1              | Risultato   | Squadra 2                |
| ---------------------- | ----------- | ------------------------ |
| Volgar'-Gazprom        | 2 – 0       | Dinamo Machačkala        |
| Šachtër Šachty         | 2 – 1       | Venets Gulkevichi        |
| Nart Nartkala          | 3 – 2       | Angušt Nazran'           |
| Nart Čerkessk          | 0 – 1       | Torpedo Armavir          |
| Metallurg Krasny Sulin | [ 1 ]       | Torpedo Taganrog         |
| Lokomotiv-Tajm         | 2 – 3 (dts) | Torpedo Georgiyevsk      |
| Kuban' S.n.K.          | [ 2 ]       | Niva Slavyansk-na-Kubani |
| Iriston Vladikavkaz    | 2 – 3 (dts) | Avtodor Vladikavkaz      |
| Mozdok                 | 1 – 0       | Kavkazkabel' Prochladnyj |
| Beštau                 | [ 3 ]       | Avtozapčast' Baksan      |

## Secondo turno
Le partite furono disputate tra il 26 e il 27 maggio 1998.
A questo turno presero parte le 10 vincitrici del turno precedente a cui si unirono le restanti squadre dei vari gironi della Vtoroj divizion 1998 e le 22 formazioni militanti nella Pervyj divizion 1998.
| Squadra 1                  | Risultato       | Squadra 2                   |
| -------------------------- | --------------- | --------------------------- |
| Torpedo Rubcovsk           | 3 – 2           | Dinamo Barnaul              |
| Torgmaš Ljubercy           | 0 – 2           | Spartak-Orechovo            |
| Titan Reutov               | 1 – 3           | Kristall Smolensk           |
| Stroitel Morshansk         | 2 – 1           | Spartak Tambov              |
| Spartak Luchovicy          | 1 – 3           | Spartak Rjazan'             |
| Spartak Bryansk            | 1 – 0           | Saljut-JuKOS                |
| Sibirjak Bratsk            | 2 – 1 (dts)     | Zvezda Irkutsk              |
| Selenga                    | 2 – 1           | Lokomotiv Čita              |
| Metallurg Krasnojarsk      | 1 – 0           | Viktoria Nazarovo           |
| Luč Vladivostok            | 2 – 1           | Okean                       |
| Kuzbass Kemerovo           | 0 – 3           | Tom' Tomsk                  |
| Krasnogvardeyets Mosca     | [ 4 ]           | Arsenal Tula                |
| Gornyak Raichikhinsk       | [ 5 ]           | Amur-Ėnergija Blagoveščensk |
| Gigant Voskresensk         | [ 6 ]           | Dinamo Brjansk              |
| Mezhdurechensk             | 0 – 2           | Metallurg Novokuzneck       |
| Kolomna                    | 1 – 6           | Saturn                      |
| Don Novomoskovsk           | 1 – 0           | Fakel Voronež               |
| Čkalovec                   | 2 – 1 (dts)     | Zarja Leninsk-Kuzneckij     |
| Avangard Kursk             | 0 – 1           | Orël                        |
| Asmaral                    | 1 – 1 (4-2 dcr) | Lokomotiv Liski             |
| Arsenal-2 Tula             | 0 – 2           | Metallurg Lipeck            |
| Angara Angarsk             | [ 7 ]           | SKA-Chabarovsk              |
| Zenit Penza                | 1 – 0           | Svetotechnika Saransk       |
| Zenit Iževsk               | 1 – 2           | Gazovik-Gazprom             |
| Zenit Čeljabinsk           | 2 – 1           | UralAZ Miass                |
| Voločanin Vyšnij Voloček   | 0 – 0 (2-4 dcr) | Lokomotiv S.P.              |
| Uralec-TS Nižnij Tagil     | 0 – 0 (5-6 dcr) | Uralmaš                     |
| Trubnik Kamensk-Uralksiy   | 2 – 0           | Sibir' Kurgan               |
| Torpedo Vladimir           | 3 – 2           | Mosėnergo                   |
| Torpedo Taganrog           | 2 – 1           | Šachtër Šachty              |
| Torpedo Georgiyevsk        | 1 – 2           | Volgar'-Gazprom             |
| Torpedo Armavir            | 0 – 3           | Dinamo Stavropol'           |
| Sportakademklub            | 2 – 1           | Chimki                      |
| Spartak-Telekom Šuja       | 1 – 1 (4-3 dcr) | Тorpedo-Viktorija           |
| Spartak Kostroma           | 3 – 3 (4-2 dcr) | Tekstilščik Ivanovo         |
| Salyut Saratov             | 2 – 1           | Torpedo Volžskij            |
| Progress Zelenodolsk       | 1 – 0           | Neftechimik                 |
| Neftjanik Jaroslavl'       | 3 – 1           | Dinamo Vologda              |
| Neftyanik Pokhvistnevo     | 1 – 0           | Lada-Togliatti-VAZ          |
| Monolit Mosca              | 0 – 5           | Torpedo-ZIL                 |
| Magnitka                   | 1 – 2           | Nosta Novotroick            |
| Lokomotiv Kaluga           | 4 – 1 (dts)     | Krasnoznamensk-Seljatino    |
| Kuban' S.n.K.              | 1 – 4           | Družba Majkop               |
| Kuban'                     | 2 – 0 (dts)     | Anapa                       |
| Kosmos Dolgoprudnyj        | 1 – 1 (6-5 dcr) | Avtomobilist Noginsk        |
| Chimik Dzeržinsk           | 0 – 3           | Torpedo Pavlolo             |
| Iskra Ėngel's              | 3 – 3 (1-4 dcr) | Rotor-Kamyšin               |
| Irtyš Tobol'sk             | 1 – 0 (dts)     | Samotlor-XXI                |
| Gazovik Orenburg           | 0 – 4           | Sodovik                     |
| Pskov                      | 0 – 1           | Dinamo San Pietroburgo      |
| Balakovo                   | 1 – 3           | Sokol Saratov               |
| Fabus Bronnicy             | 0 – 3           | Spartak Ščëlkovo            |
| Ėnergija Velikie Luki      | 3 – 2           | Volga Tver'                 |
| Ėnergija Uren'             | 1 – 0           | Lokokomtiv Nižnij Novg.     |
| Energiya Ulyanovsk         | 1 – 3           | Lada-Grad                   |
| Ėnergija Čajkovskij        | 1 – 0 (dts)     | KAMAZ-Čally                 |
| Dinamo Perm                | 0 – 4           | Amkar Perm'                 |
| Družba Joškar-Ola          | 0 – 1           | Rubin                       |
| Diana Volzhsk              | 4 – 0           | Volga Ul'janovsk            |
| Biokhimik-Mordovia Saransk | 2 – 1           | Torpedo Arzamas             |
| Beštau                     | 1 – 2           | Mozdok                      |
| Avtodor Vladikavkaz        | 2 – 0           | Spartak Nal'čik             |
| Anži                       | 7 – 0           | Nart Nartkala               |
| Dinamo Omsk                | 1 – 0           | Irtyš Omsk                  |

## Terzo turno
Tutte le partite furono disputate tra il 6 luglio 1998. A questo turno presero parte le 64 squadre ammesse dal turno precedente.
| Squadra 1                   | Risultato   | Squadra 2                  |
| --------------------------- | ----------- | -------------------------- |
| Zenit Penza                 | 2 – 2 (dcr) | Stroitel Morshansk         |
| Volgar'-Gazprom             | 1 – 2       | Anži                       |
| Uralmaš                     | 7 – 0       | Trubnik Kamensk-Uralksiy   |
| Torpedo-ZIL                 | 4 – 0       | Sportakademklub            |
| Torpedo Rubcovsk            | 3 – 4       | Čkalovec                   |
| Torpedo Pavlovo             | 2 – 3       | Torpedo Vladimir           |
| Tom' Tomsk                  | 2 – 0       | Metallurg Novokuzneck      |
| Spartak-Telekom Šuja        | 2 – 0       | Spartak Kostroma           |
| Spartak-Orechovo            | 1 – 0 (dts) | Kristall Smolensk          |
| Spartak Rjazan'             | 4 – 2       | Spartak Ščëlkovo           |
| Spartak Bryansk             | 3 – 4       | Asmaral                    |
| Sodovik                     | 0 – 2       | Ėnergija Čajkovskij        |
| SKA-Chabarovsk              | 1 – 0       | Luč Vladivostok            |
| Saturn                      | 1 – 0       | Kosmos Dolgoprudnyj        |
| Rubin                       | 2 – 0       | Progress Zelenodolsk       |
| Rotor-Kamyšin               | [ 8 ]       | Sokol Saratov              |
| Nosta Novotroick            | 3 – 0       | Zenit Čeljabinsk           |
| Neftyanik Pokhvistnevo      | 3 – 1       | Saljut Saratov             |
| Metallurg Lipeck            | 8 – 1       | Dinamo Brjansk             |
| Metallurg Krasnojarsk       | 5 – 0       | Sibirjak Bratsk            |
| Lokomotiv S.P.              | 2 – 1 (dts) | Neftjanik Jaroslavl'       |
| Lada-Grad                   | 3 – 1       | Diana Volzhsk              |
| Orël                        | 4 – 0       | Lokomotiv Kaluga           |
| Mozdok                      | 0 – 1       | Avtodor Vladikavkaz        |
| Ėnergija Uren'              | 2 – 0       | Biokhimik-Mordovia Saransk |
| Dinamo Stavropol'           | 1 – 0       | Torpedo Taganrog           |
| Dinamo San Pietroburgo      | 3 – 2 (dts) | Ėnergija Velikie Luki      |
| Družba Majkop               | 3 – 0       | Kuban'                     |
| Arsenal Tula                | 2 – 1       | Don Novomoskovsk           |
| Amur-Ėnergija Blagoveščensk | 3 – 0       | Selenga                    |
| Amkar Perm'                 | 2 – 1       | Gazovik-Gazprom            |
| Dinamo Omsk                 | 2 – 1       | Irtyš Tobol'sk             |

## Quarto turno
Tutte le partite furono disputate tra il 22 luglio 1998. A questo turno presero parte le 32 squadre ammesse dal turno precedente.
| Squadra 1                   | Risultato   | Squadra 2              |
| --------------------------- | ----------- | ---------------------- |
| Amkar Perm'                 | 2 – 1 (dts) | Ėnergija Čajkovskij    |
| Amur-Ėnergija Blagoveščensk | 1 – 0       | SKA-Chabarovsk         |
| Avtodor Vladikavkaz         | 3 – 1       | Anži                   |
| Čkalovec                    | 4 – 1       | Dinamo Omsk            |
| Družba Majkop               | 1 – 0 (dts) | Dinamo Stavropol'      |
| Dinamo San Pietroburgo      | 2 – 1       | Spartak Rjazan'        |
| Orël                        | 1 – 3       | Arsenal Tula           |
| Lada-Grad                   | 2 – 0       | Zenit Penza            |
| Metallurg Lipeck            | 4 – 0       | Asmaral                |
| Nosta Novotroick            | 4 – 3       | Uralmaš                |
| Rubin                       | 2 – 3 (dts) | Ėnergija Uren'         |
| Saturn                      | 3 – 1 (dts) | Spartak-Telekom Šuja   |
| Sokol Saratov               | 1 – 0       | Neftyanik Pokhvistnevo |
| Tom' Tomsk                  | 1 – 0       | Metallurg Krasnojarsk  |
| Torpedo Vladimir            | 1 – 2 (dts) | Spartak-Orechovo       |
| Torpedo-ZIL                 | 2 – 1       | Lokomotiv S.P.         |

## Sedicesimi di finale
Le partite furono disputate tra l'11 e il 12 settembre 1997. A questo turno parteciparono le 16 squadre promosse dal turno precedente e le rimanenti 16 squadre militanti nella Vysšaja Divizion 1998; queste ultime giocarono tutte fuori casa.
| Squadra 1                   | Risultato       | Squadra 2               |
| --------------------------- | --------------- | ----------------------- |
| Torpedo-ZIL                 | 0 – 7           | Dinamo Mosca            |
| Tom' Tomsk                  | 1 – 0           | Uralan                  |
| Spartak-Orechovo            | 3 – 0           | Tjumen'                 |
| Sokol Saratov               | 2 – 2 (1-4 dcr) | Zenit San Pietroburgo   |
| Saturn                      | 1 – 0           | Černomorec Novorossijsk |
| Nosta Novotroick            | 2 – 1           | Baltika                 |
| Metallurg Lipeck            | 2 – 2 (4-3 dcr) | Lokomotiv Mosca         |
| Lada-Grad                   | 0 – 1           | Rostsel'maš             |
| Ėnergija Uren'              | 1 – 2 (dts)     | Žemčužina-Soči          |
| Dinamo San Pietroburgo      | 0 – 1 (dts)     | Alanija Vladikavkaz     |
| Družba Majkop               | 1 – 3           | Rotor                   |
| Čkalovec                    | 0 – 0 (2-4 dcr) | Šinnik                  |
| Avtodor Vladikavkaz         | 2 – 1 (dts)     | Kryl'ja Sovetov Samara  |
| Arsenal Tula                | 1 – 0           | Torpedo Mosca           |
| Amur-Ėnergija Blagoveščensk | 0 – 2           | CSKA Mosca              |
| Amkar Perm'                 | 1 – 0           | Spartak Mosca           |

## Ottavi di finale
Le partite furono disputate tra il 6 e il 10 novembre 1998.
| Squadra 1        | Risultato       | Squadra 2             |
| ---------------- | --------------- | --------------------- |
| Šinnik           | 2 – 1 (dts)     | Nosta Novotroick      |
| Žemčužina-Soči   | 1 – 4           | Zenit San Pietroburgo |
| Rostsel'maš      | 1 – 0           | Amkar Perm'           |
| Spartak-Orechovo | 0 – 0 (2-4 dcr) | Saturn                |
| Rotor            | 3 – 3 (4-2 dcr) | Avtodor Vladikavkaz   |
| Dinamo Mosca     | 1 – 0           | Alanija Vladikavkaz   |
| CSKA Mosca       | 2 – 1           | Tom' Tomsk            |
| Arsenal Tula     | 4 – 1           | Metallurg Lipeck      |

## Quarti di finale
Le partite furono disputate tra il 6 e il 7 aprile 1999.
| Squadra 1             | Risultato   | Squadra 2    |
| --------------------- | ----------- | ------------ |
| CSKA Mosca            | 1 – 0       | Šinnik       |
| Zenit San Pietroburgo | 2 – 0       | Rostsel'maš  |
| Rotor                 | 4 – 1       | Arsenal Tula |
| Dinamo Mosca          | 1 – 0 (dts) | Saturn       |

## Semifinali
Le partite furono disputate il 21 aprile 1999.
| Squadra 1             | Risultato       | Squadra 2    |
| --------------------- | --------------- | ------------ |
| Rotor                 | 2 – 2 (6-7 dcr) | Dinamo Mosca |
| Zenit San Pietroburgo | 1 – 0           | CSKA Mosca   |

## Finale
| Arbitro: | Nikolaj Frolov |

|                              |           |             |
| Panov 55’, 58’ Maksymjuk 66’ | Marcatori | 23’ Pisarev |